# Erika Henningsen
Erika Leigh Henningsen (Moraga, California; 13 de agosto de 1992) es una actriz y cantante estadounidense. Es conocida por su trabajo en Broadway y por originar el papel de Cady Heron en el musical Mean Girls, nominado al Premio Tony en 2018, por el que recibió una nominación al premio Outer Critics Circle.

## Primeros años y educación
Erika Henningsen nació y creció en Moraga, California. Es la menor de tres hijas de Phil y Marybeth Henningsen.
Henningsen se inició en el teatro después de que sus padres reconocieran su pasión por "hablar y estar frente a la gente" desde una edad temprana. A la edad de siete años, su interés por el teatro se despertó después de leer el poema “El pavo salido del horno” y escuchar la respuesta positiva del público a su actuación. Cuando tenía 14 años, Henningsen fue elegida para una producción local de Grey Gardens y ha declarado en entrevistas que después de actuar en esta producción, supo que quería dedicarse al teatro musical como carrera.
Henningsen se graduó de Campolindo High School en 2010 y luego estudió en la Universidad de Michigan, donde obtuvo una licenciatura en teatro musical en 2014. Durante sus años universitarios, también estudió en la Real Academia de Arte Dramático de Londres a través del programa NYU London.  Henningsen fue seleccionado como el ganador de la Beca del Premio Alan Eisenberg 2014, un premio otorgado a un graduado de último año de la Universidad de Michigan en reconocimiento al "talento sobresaliente y potencial profesional" en el teatro musical.

## Carrera
En 2010, a la edad de 17 años, Henningsen participó en su primera producción profesional como Penny Pingleton en Hairspray en el Anfiteatro Woodminster en Oakland, California.
En noviembre de 2014, hizo su debut con la Orquesta Filarmónica de Nueva York como Kim Ravenal en una producción de concierto escenificada de Show Boat de Kern y Hammerstein. Una grabación en vivo de la producción se transmitió posteriormente por PBS el 16 de octubre de 2015.
Más tarde ese año, Henningsen interpretó a Beth en el musical Diner, basado en la película homónima de 1982 de Barry Levinson con música y letra de Sheryl Crow. El musical, dirigido y coreografiado por Kathleen Marshall, hizo su estreno mundial con entradas agotadas en el Signature Theatre de Washington D. C., del 9 de diciembre de 2014 al 25 de enero de 2015. Ella siguió siendo parte de la producción y su duración extendida cuando fue presentada por la Delaware Theatre Company en diciembre de 2015.
Henningsen hizo su debut en Broadway como Fantine en el revival de Los miserables el 3 de marzo de 2015. Ella reveló en entrevistas que estaba a punto de solicitar el desempleo cuando se enteró de que la habían elegido como Fantine, que también resultó ser el último papel que desempeñó como estudiante en la Universidad de Michigan, 11 meses antes. Es la actriz más joven en la historia de Broadway (hasta la fecha) en interpretar el papel de Fantine. Dejó la producción junto con sus compañeros coprotagonistas de Los miserables, Ramin Karimloo y Samantha Hill, el 30 de agosto de 2015, y fue reemplazada por la estrella de Memphis, Montego Glover.
En el verano de 2016, Henningsen interpretó a la alférez Nellie Forbush, junto a Ben Davis, en la producción de South Pacific de la Pittsburgh Civic Light Opera.
En febrero de 2017, apareció en un concierto off-Broadway del musical Dear World de Jerry Herman como Nina con la York Theatre Company, protagonizada junto a Tyne Daly, Alison Fraser y Ann Harada.
Henningsen regresó a la Ópera Cívica Ligera de Pittsburgh (PCLO) en el verano de 2017, interpretando a Sophie en la producción regional de la compañía de Mamma Mia!. Durante su carrera en PCLO, se anunció que sería elegida como Cady Heron en la próxima producción de Mean Girls en Washington D. C..
A partir de 2017, Henningsen interpretó a Cady Heron en el musical de Broadway Mean Girls, nominado al premio Tony, escrito por Tina Fey con música y letra de Jeff Richmond y Nell Benjamin, respectivamente. El show tuvo su estreno mundial como una prueba fuera de la ciudad en el Teatro Nacional de Washington D. C., del 31 de octubre de 2017 al 3 de diciembre de 2017, en el que Henningsen interpretó el papel de Cady Heron. Más tarde fue nominada a un premio del Outer Critics Circle por este papel. El musical, que está basado en la película del mismo nombre, comenzó sus avances el 12 de marzo de 2018 y se inauguró oficialmente en Broadway el 8 de abril de 2018, en el Teatro August Wilson de la ciudad de Nueva York. Durante las semanas que rodearon la inauguración en Broadway de Mean Girls, Henningsen filmó una serie de blogs de vídeo para Broadway.com titulados "Too Grool for School: Backstage at Mean Girls with Erika Henningsen", que ofrecen a los espectadores una mirada entre bastidores y eventos como la noche de apertura, la grabación del álbum del elenco y la aparición del elenco en The Today Show. Henningsen dejó la producción el 22 de febrero de 2020 y fue reemplazada por la actriz Sabrina Carpenter.
En marzo de 2019, interpretó a Helen, junto al coprotagonista de Mean Girls, Kyle Selig, en Saturday Night de Stephen Sondheim en el Second Stage Theatre como parte de la serie de conciertos semanales "Musical Mondays" del teatro.
En enero de 2020, se anunció que Henningsen se uniría al elenco de Broadway del nuevo musical Flying Over Sunset, cuyo estreno estaba previsto para la primavera de 2020 en el Teatro Vivian Beaumont bajo la dirección de James Lapine. Sin embargo, la inauguración de la producción se pospuso hasta el otoño de 2020 después de que el gobernador Andrew Cuomo ordenara el cierre de los cines el 12 de marzo de 2020, debido a la pandemia de COVID-19. Henningsen no regresó a la producción cuando reanudó sus funciones en diciembre de 2021.
En diciembre de 2022, Henningsen interpretó a Joy Mangano en el estreno mundial del musical Joy en el George Street Playhouse de Nueva Jersey.

## Filantropía y activismo social
Como estudiante de la Universidad de Michigan, Henningsen fue copresidenta del Michigan Performance Outreach Workshop (MPOW), una organización dirigida por estudiantes (cofundada por su compañera de clase y futura coprotagonista de Mean Girls, Ashley Park) con el propósito de brindar oportunidades educativas en artes escénicas a los estudiantes del sureste de Michigan para "fomentar la expresión creativa, desarrollar la autoestima y fortalecer la comunidad". MPOW organiza un taller en el campus cada semestre para 130-200 estudiantes de escuelas públicas que incluye actuaciones de estudiantes de la Universidad de Michigan, así como talleres inmersivos y colaborativos en otras disciplinas basadas en las artes.
Henningsen ha participado activamente en Sing For Hope, una organización sin fines de lucro con sede en Nueva York dedicada a crear acceso a educación y programación artística de alta calidad en toda la ciudad de Nueva York. Se desempeña como artista socia, imparte clases y dirige talleres con el propósito de introducir y fomentar la expresión creativa en los niños de Nueva York con menor acceso a las artes.
Henningsen también ha participado en eventos de apoyo a Artists Striving to End Poverty (ASTEP), Artists For Action NYC, Broadway Sings for Immigration Equality y Broadway Cares/Equity Fights AIDS (BCEFA). En julio de 2018, asistió al 20th Broadway Barks, un evento anual que promueve la adopción de animales de refugio. En diciembre de 2018, Henningsen participó en el segundo concierto anual de Broadway Beats Hunger, recaudando fondos para la iniciativa "Alimentos, salud y esperanza: una respuesta a la diabetes" de la Fundación Summit Medical Group. Fue una destacada defensora de la campaña "Not a Lab Rat" de la Actors' Equity Association, solicitando que los actores que participan en laboratorios de desarrollo para nuevas producciones teatrales tuvieran un salario mínimo más alto y también recibieran una parte de las ganancias de la producción.
En abril de 2019, Henningsen se asoció con African Library Project para crear una biblioteca para la escuela St. Catherine's en el Condado de Migori, Kenia, a unas horas de donde vivía Cady Heron (su personaje ficticio de Mean Girls). Recaudó dinero para pagar los costos de envío y recolectó libros nuevos y usados donados en la puerta del escenario del Teatro August Wilson. En poco más de un mes, Henningsen recibió más de 1.100 libros donados y envió la "biblioteca" al condado de Migori, Kenia.
También se ha desempeñado como mentora y ha impartido clases magistrales para varios programas y organizaciones, como The Performing Arts Project, Broadway Method Academy, Broadway Workshop, Exit II Theatre y The Broadway Collective.
Durante la pandemia de COVID-19, Henningsen se asoció con She's the First, una organización sin fines de lucro comprometida con brindar acceso a la educación a todas las niñas, para recaudar dinero para su Fondo de Respuesta al COVID-19 ofreciendo acceso a su concierto exclusivo en la sala de estar con cualquier monto de donación el 12 de mayo de 2020. Su concierto en la sala de estar de Zoom el 15 de mayo de 2020 recaudó más de $4,000 para She's the First.

## Vida personal
Henningsen comenzó a salir con su coprotagonista de Mean Girls, Kyle Selig, en 2018. Los dos anunciaron su compromiso el 1 de julio de 2021. Henningsen se casó con Selig el 22 de mayo de 2023 en la ciudad de Nueva York.

## Créditos de teatro
Los créditos en negrita indican producciones de Broadway:
| Año     | Título         | Papel                 | Teatro                                                         | Director                         | Ref.          |
| ------- | -------------- | --------------------- | -------------------------------------------------------------- | -------------------------------- | ------------- |
| 2010    | Hairspray      | Penny Pingleton       | Woodminster Amphitheater                                       | Joel Schlader                    | [ 6 ] [ 9 ]   |
| 2012    | Carousel       | Carrie Pipperidge     | Wagon Wheel Theatre                                            | Tony Humrichouser                | [ 70 ]        |
| 2012    | Chicago        | Roxie Hart            | Wagon Wheel Theatre                                            | Scott Michaels                   | [ 71 ]        |
| 2013    | Los miserables | Cosette               | Encore Theater                                                 | Dan Cooney                       | [ 72 ]        |
| 2014    | Showboat       | Kim Ravenal           | David Geffen Hall en el Lincoln Center for the Performing Arts | Ted Sperling                     | [ 11 ]        |
| 2014–15 | Diner          | Beth                  | Signature Theatre                                              | Kathleen Marshall                | [ 13 ]        |
| 2015    | Los miserables | Fantine (reemplazo)   | Imperial Theatre                                               | Laurence Connor and James Powell | [ 17 ]        |
| 2015–16 | Diner          | Beth                  | Delaware Theatre Company                                       | Kathleen Marshall                | [ 15 ] [ 73 ] |
| 2016    | South Pacific  | Ensign Nellie Forbush | Pittsburgh Civic Light Opera                                   | Linda Goodrich                   | [ 21 ] [ 22 ] |
| 2016    | FOUND          | Becka                 | Philadelphia Theatre Company                                   | Lee Overtree                     | [ 74 ]        |
| 2017    | Dear World     | Nina                  | York Theatre                                                   | Michael Montel                   | [ 23 ]        |
| 2017    | Mamma Mia!     | Sophie                | Benedum Center                                                 | Barry Ivan                       | [ 25 ] [ 26 ] |
| 2017    | Mean Girls     | Cady Heron            | Teatro Nacional (out-of-town tryout)                           | Casey Nicholaw                   | [ 29 ] [ 30 ] |
| 2018–20 | Mean Girls     | Cady Heron            | August Wilson Theatre                                          | Casey Nicholaw                   | [ 28 ]        |
| 2022    | Joy            | Joy Mangano           | George Street Playhouse                                        | Casey Hushion                    | [ 42 ] [ 43 ] |

## Filmografía

### Película
| Año  | Título     | Papel            | Ref.          |
| ---- | ---------- | ---------------- | ------------- |
| 2013 | Interface  | Sarah            | [ 75 ]        |
| 2014 | Bad Girls  | Christine Babkin | [ 76 ]        |
| 2015 | Wide Awake | Kennedy          | [ 76 ] [ 77 ] |

### Televisión
| Año       | Título                                                   | Papel                      | Notas                        | Ref.   |
| --------- | -------------------------------------------------------- | -------------------------- | ---------------------------- | ------ |
| 2015      | Live from Lincoln Center: Kern & Hammerstein's Show Boat | Kim Ravenal                | —                            | [ 12 ] |
| 2018      | Saturday Night Live                                      | Ella misma (sin acreditar) | Episodio: "Tina Fey"         | [ 78 ] |
| 2018      | The Today Show                                           | Cady Heron                 | Episodio: "May 3, 2018"      | [ 79 ] |
| 2018      | Late Night with Seth Meyers                              | Cady Heron                 | Episodio: "October 1, 2018"  | [ 80 ] |
| 2021      | Harlem                                                   | Kate                       | 2 episodios                  | [ 81 ] |
| 2021–2022 | Girls5eva                                                | Joven Gloria               | Recurrente, 10 episodios     | [ 82 ] |
| 2022      | Blue Bloods                                              | Madeline Gleeson           | Episodio: "The Reagan Way"   | [ 83 ] |
| 2022      | That Damn Michael Che                                    | White Shopper              | Episodio: "Black Mediocrity" | [ 84 ] |
| 2024      | Hazbin Hotel                                             | Charlie Morningstar        | Protagonista, voz            | [ 85 ] |